# Colle Umberto I
Colle Umberto I (già Colle o Colle del Cardinale) è una frazione del comune italiano di Perugia, in Umbria. Gli abitanti ammontano a 2.803.

## Geografia fisica
La frazione è situata a circa 10 km a nord-ovest della città di Perugia e sorge su un territorio collinare a 268 m d'altitudine, sul lato occidentale del Tevere. Colle Umberto I è situato alle pendici meridionali del monte Tezio (961 m) e dalla località Compresso si raggiunge l'area naturale protetta del rilievo montuoso.
La frazione confina a sud con le frazioni di Capocavallo e di Mantignana, del comune di Corciano, e a nord con la località di Maestrello.

## Storia
Il territorio della frazione, precedentemente nota con il solo toponimo di Colle – poi divenuta Colle del Cardinale in epoca rinascimentale e infine rinominata con l'attuale in età contemporanea in onore a re Umberto I che vi soggiornò – risulta già abitata in epoca romana, come dimostrano alcuni ritrovamenti presso la tenuta dei conti Lefebvre e in località Compresso, dove è stata rinvenuta una statuetta in terracotta raffigurante una divinità, forse Ercole, recante la firma dell'artista "C. Rufius": tutti questi reperti sono conservati presso il museo archeologico nazionale di Perugia. In epoca alto-medievale (1095) è qui documentata la presenza di una chiesa, intitolata a Giovanni Battista in località Prugneto, sede di parrocchia a partire dal 1570.
Il Colle ebbe un particolare sviluppo a partire dal XVI secolo, quando il cardinale Fulvio della Corgna lo scelse come «sito ideale» per edificare la sua villa estiva, la monumentale Villa del Colle del Cardinale, che divenne presto luogo di incontri e di ritrovo per personalità illustri e intellettuali dell'epoca, rimanendo luogo d'élite anche nei secoli successivi, finché nel 1996 non venne acquistata dal Demanio dello Stato.

## Monumenti e luoghi d'interesse

### Architetture religiose
Poco distante dal centro e nei pressi della villa, è situata la chiesa parrocchiale di San Giovanni del Prugneto, principale edificio di culto della frazione. La chiesa è ricordata per la prima volta in un diploma dell'imperatore Enrico IV del 1095, che confermava all'abbazia di Pomposa, presso Ferrara, la proprietà di alcuni beni in territorio perugino. L'attuale edificio è stato realizzato tuttavia tra il 1777 e il 1787. La facciata è modanata in cotto e presenta, a fare da cornice al portale d'ingresso, un timpano triangolare spezzato con una decorazione in maiolica raffigurante san Giovanni Battista. Alla destra della chiesa svetta il campanile con cuspide piramidale, costruito nel 1882 a sostituzione di un precedente. L'interno, a pianta a croce greca, presenta un altare del XVIII secolo e due interessanti dipinti sono conservati nell'abside: una Ultima cena (fine XVI secolo) e un san Giovanni Battista attribuito a Francesco Appiani. Altre opere custodite nella chiesa sono un martirio di san Bartolomeo e un san Giorgio e il drago databili tra la fine del XVI e gli inizi del XVII secolo. Oltre al monumentale organo settecentesco, si trova anche un fonte battesimale realizzato nel 1924. Sotto la chiesa è situata invece la cripta di San Giorgio, trasformata in cantina.
La parrocchia, intitolata a san Giovanni Battista, è documentata a partire dall'anno 1570 e dal 1987 ha acquisito il territorio della parrocchia soppressa di Santa Maria Assunta in Pieve Petroia. Nel territorio parrocchiale, che conta una popolazione di circa 900 abitanti, sono comprese anche le cappelle di San Michele Arcangelo, presso la villa del Colle del Cardinale, e quella di San Pasquale Baylon, presso la fattoria dei conti Lefebvre in località Compresso. Sempre in località Compresso, lungo la strada che conduce al monte Tezio, è situato un antico convento domenicano, convertito negli anni settanta del Novecento in un laboratorio per la produzione di cachemire.

### Architetture civili
L'elemento di maggiore interesse della frazione è sicuramente la monumentale tenuta della Villa del Colle del Cardinale, realizzata su progetto dell'architetto Galeazzo Alessi intorno al 1576 per volere del cardinale Fulvio della Corgna, come sua residenza suburbana estiva corrispondente al concetto rinascimentale di "luogo di delizie". Unico esempio in Umbria di villa suburbana, a pianta rettangolare, si sviluppa su tre piani: il piano rialzato, il primo piano nobile e il secondo piano sottotetto. All'esterno, sulle direttrici della diagonali, si trovano quattro edifici angolari: il cosiddetto Bagno del Cardinale, che ospita anche la biblioteca, lo studio, il soggiorno per gli ospiti e l'uccelliera con la selleria.
All'ingresso sud del paese si trova un imponente edificio ottocentesco con loggiato ad archi, sul quale è posta una lapide in ricordo del soggiorno di re Umberto I. Sulla facciata dell'edificio di fronte è invece fissata una lapide in memoria dei caduti della frazione nella prima guerra mondiale.

## Società

### Evoluzione demografica
Secondo i dati censuali forniti dall'ISTAT aveva una popolazione di 260 abitanti nel 2001.
Secondo i dati del 2011, invece, ha una popolazione di 2 991 abitanti.